# Klášter Nea Moni
Nea moni (řecky Νέα Μονή) je byzantský klášter na ostrově Chios v Egejském moři. V roce 1990 byl zapsán na Seznam světového dědictví UNESCO. V roce 2011 měl 2 stálé obyvatele. Náleží ke komunitě Karyes v obecní jednotce Omiroupoli.

## Architektura

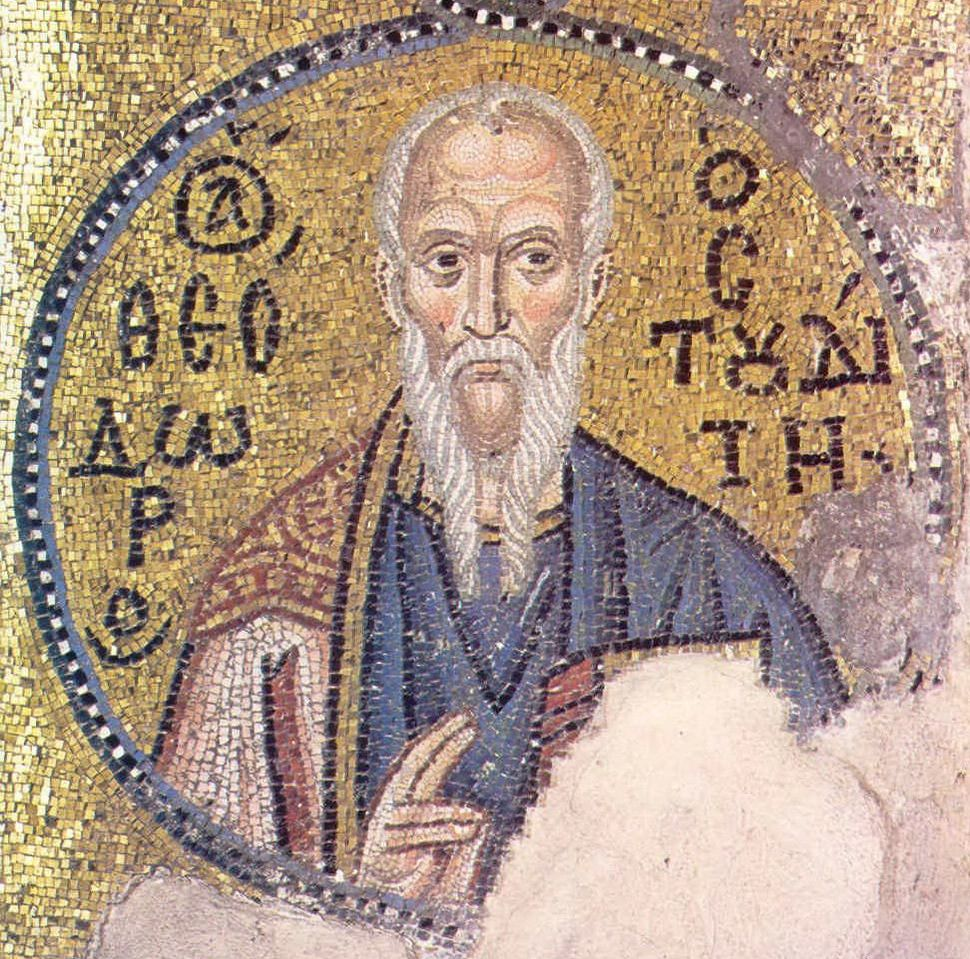
Mozaiky v klášteře Nea Moni

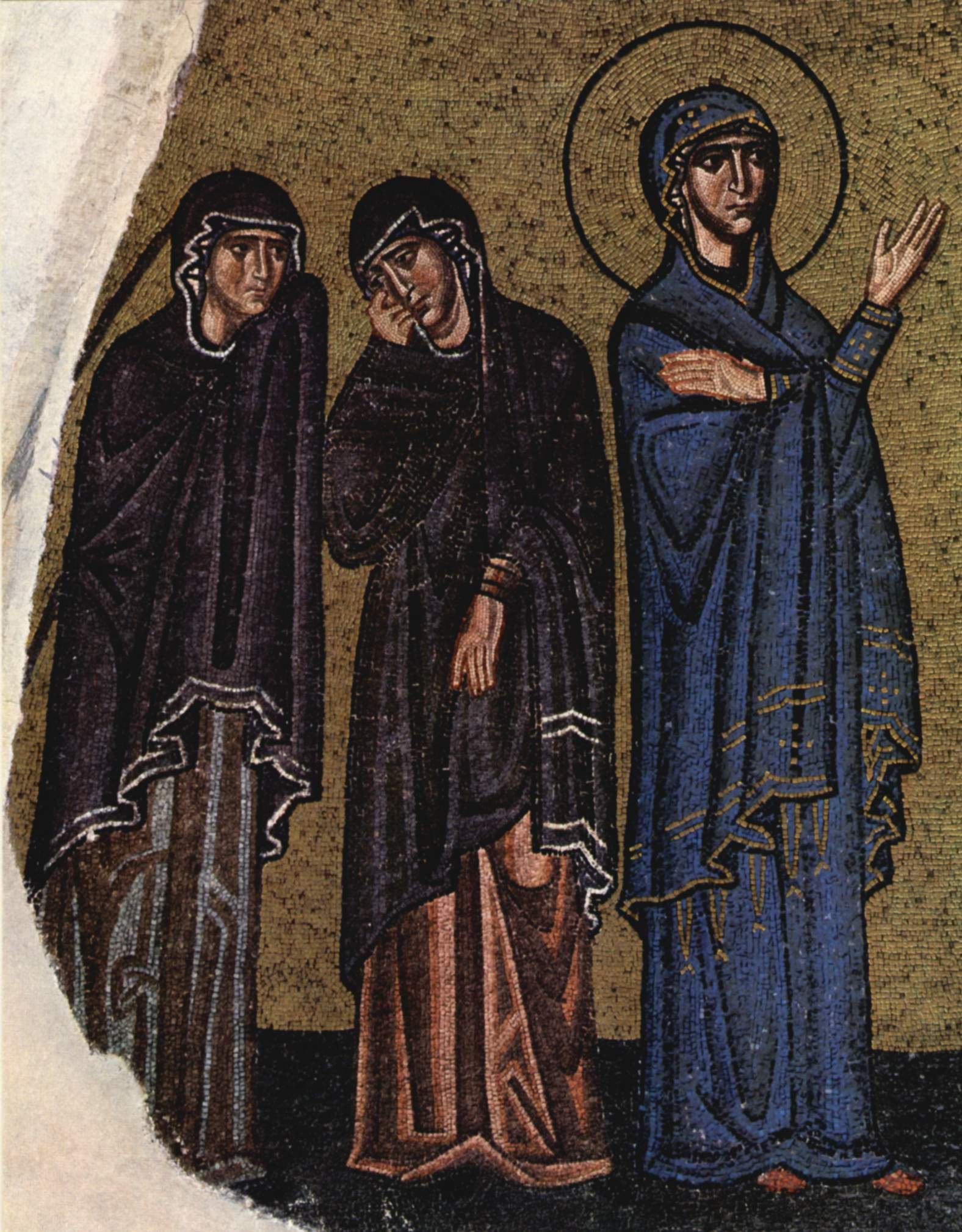
Mozaiky v klášteře Nea Moni

Do dnešní doby se dochoval hlavní kostel (katholikon) zasvěcený Nanebevzetí Panny Marie, dva menší kostely (kostel sv. Kříže a kostel Aghia Panteleimona), obydlí mnichů (kelia), trapeza – jídelna mnichů a podzemní cisterna pro shromažďování dešťové vody. Klášter je obehnán hradbami a střežen obrannou věží.
Architektura hlavního kostela je oktagonálního typu, který se dnes nalézá pouze na ostrovech Chios a Kypr.
Nejcennější součástí kláštera jsou původní mozaiky. Hlavními tématy mozaikových obrazů je Spasitel (Pankrator), obrazy ze života Ježíše Krista a archandělé Michael a Gabriel. Na zlatém pozadí vystupují postavy neobyčejně plasticky. Pozoruhodná je jednota dramatického výrazu a obvyklé byzantské jednoduchosti kresby. Představují dokonalou ukázku středního období byzantského umění.

## Historie
Byzantský klášter Nea Moni byl vybudován v 11. století byzantským císařem Konstantinem IX. Monomachem. Konstantin (1000? – 1055) žil nějakou dobu ve vyhnanství na ostrově Lesbos. Podle legendy jej ve vyhnanství navštívili tři mniši, kteří přinesli zázračnou ikonu s obrazem Panny Marie a předpověděli mu, že jeho vyhnanství je jen dočasné a že se stane byzantským císařem. Konstantin (tehdy ještě pouze Monomachos) slíbil, že pokud se tak stane, postaví klášter na místě, kde byla ikona nalezena.
Jakmile se stal císařem (1042) slib splnil. Nejen to. Klášteru poskytl značný majetek a příjmy, takže se stal nejvýznamnějším a nejbohatším klášterem v Egejském moři. Stavba trvala 12 let a císař zemřel před jejím dokončením. Nicméně sláva a moc kláštera přetrvala až do roku 1822, kdy byl vypleněn Turky. Zkázu dokonalo zemětřesení v roce 1881.
Klášter byl v roce 1990 společně s kláštery Dafnion (u Athén) a Hossios Loukas (u Delf) zapsán na Seznam světového dědictví UNESCO.